# 조피 도로테아 폰 뷔르템베르크 공녀
마리아 표도로브나(Мария Фёдоровна, 1759년 10월 25일 ~ 1828년 11월 5일)는 러시아의 황제 파벨 1세의 황후이다.

## 생애

### 황태자비 시절
마리아 표도로브나는 뷔르템베르크 공 프리드리히 2세 오이겐의 딸로 슈체친에서 태어났다. 독일식 이름은 조피 도로테에 폰 뷔르템베르크(Sophie Dorothee von Württemberg)이다. 아버지의 영지 몽벨리아르가 프랑스와 가까웠기 때문에 프랑스 문물의 영향을 받으며 자라났다. 1773년 러시아의 황태자 파벨의 신부 후보로 15명이 거론됐고 이 중에는 조피도 포함되어 있었지만 그녀가 너무 어렸기에 파벨은 헤센다름슈타트 방백의 딸 빌헬미네(러시아명: 나탈리아 알렉세예브나)를 황태자비로 맞았고 조피는 1776년 4월 빌헬미네의 오빠 루트비히 1세 폰 헤센 대공과 약혼했다. 그러나 황태자비 빌헬미네는 같은 해 4월 26일에 사망했는데 그 즉시 프리드리히 2세가 조피를 새 황태자비로 권고했으며, 파벨과 조피는 1776년 7월 23일에 베를린에서 약혼식을 올렸다. 조피는 루트비히에게 거액의 위자료(10천 루불)를 지불한 뒤 루터교에서 러시아 정교회로 개종하면서 러시아 식 이름인 마리아 표도로브나를 받았으며, 결혼식은 1776년 10월 7일에 열렸다.

예카테리나 2세는 황태자비 마리아가 자신과 비슷한 점이 많아 마음에 들어 했지만 아들 파벨과는 사이가 무척 나빴고, 마리아 또한 시어머니 예카테리나를 꺼려 관계가 악화되었다. 특히 예카테리나가 마리아의 두 아들 알렉산드르와 콘스탄틴을 마리아에게서 떼어 놓자 두 사람은 크게 반목하게 됐다. 1783년 마리아는 첫 딸 알렉산드라 파블로브나를 낳아 예카테리나로부터 방이 600개나 되는 가치나 궁을 축하선물로 받았다. 남편 파벨이 예민한 성격인데다 시어머니 예카테리나의 감시와 억압이 극심했으므로 마리아는 가치나 궁에서 힘겹게 살았다.

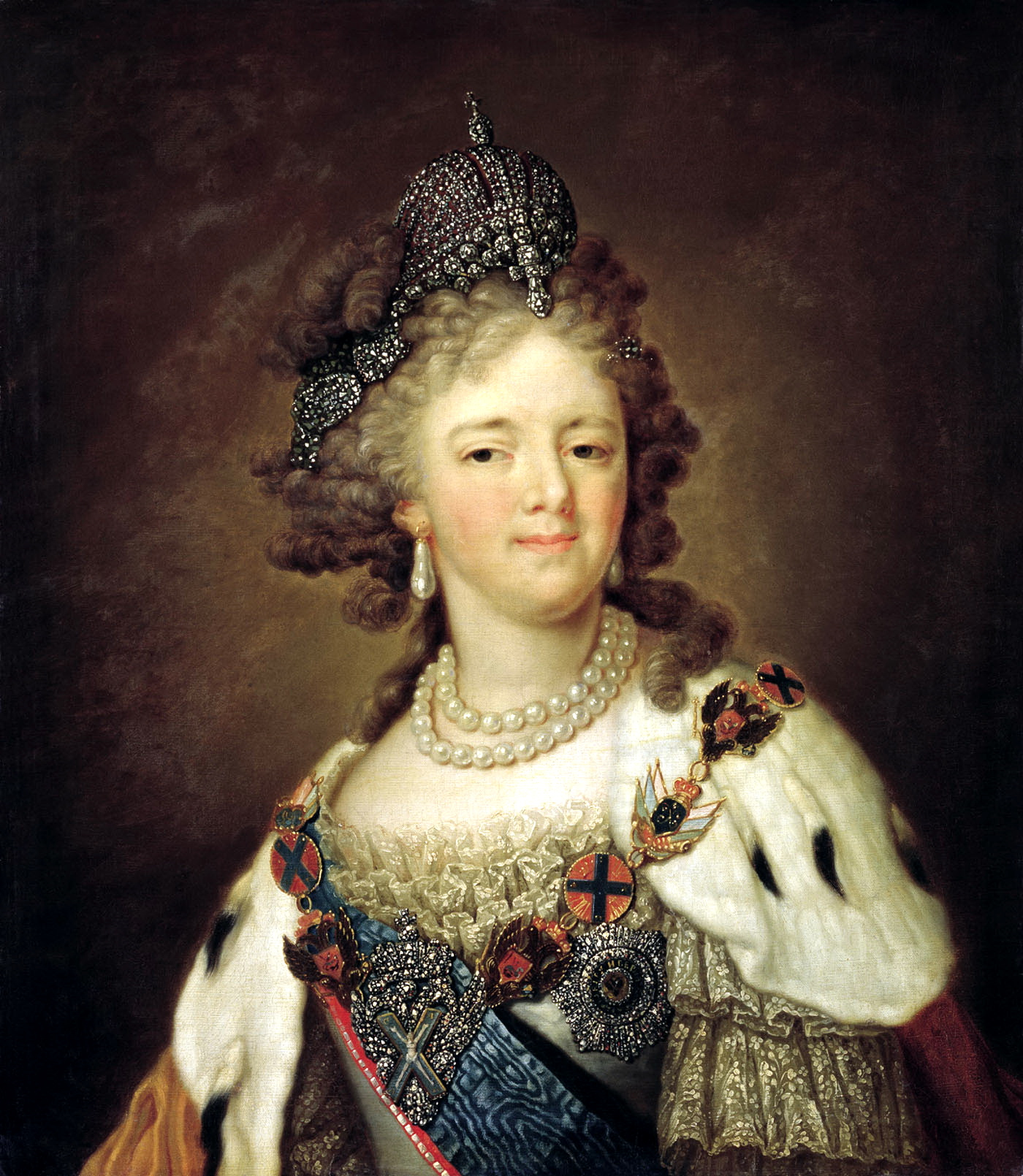
마리아 표도로브나

### 황후 즉위 이후
1796년 11월 예카테리나가 사망하자 황후가 되었으며 러시아 최초의 여학교를 세웠고 자선 활동에도 힘썼다. 즉위한 지 불과 4년 4개월만인 1801년 3월에 파벨 1세가 암살되자 마리아는 시어머니처럼 러시아의 실권을 장악하려 했으나, 대다수의 정파가 장남 알렉산드르를 지지했으므로 부득이 장남을 황제로 세웠다. 대신 마리아는 황태후로서의 지위를 마음껏 누렸다. 그러나 알렉산드르의 대(對)나폴레옹 정책을 이해하지 못했으며 그의 나폴레옹 지지를 반대했다. 특히 자신의 딸 안나 파블로브나의 나폴레옹과의 혼담을 반대하고 네덜란드의 빌럼 왕자와 혼인 시켰다.

## 인물
마리아는 러시아의 역대 황후 중에 가장 키가 컸으며, 심한 근시였다. 그녀는 황실의 엄격한 법도나 에티켓을 꺼려하지 않았고 오히려 그것을 무척 즐겼으며, 몸가짐이 흐트러지는 일도 없었다. 러시아 황실의 인물로서는 드물게 검소한 절약가로 남편 파벨의 첫 황태자비 나탈리아 알렉세예브나의 옷을 물려받아 입기도 했다. 예술을 애호했고, 실제로 음악과 미술, 원예 등에 조예가 깊었다.

## 자녀
| 사진 | 이름                                | 생일             | 사망                   | 기타                                                                               |
| ---- | ----------------------------------- | ---------------- | ---------------------- | ---------------------------------------------------------------------------------- |
|      | 알렉산드르 1세                      | 1777년 12월 23일 | 1825년 12월 1일 (47세) | 바덴의 루이제와 결혼, 슬하 2녀(요절, 사생아 포함 4남 7녀)                          |
|      | 콘스탄틴 파블로비치 대공            | 1779년 4월 27일  | 1831년 6월 27일 (52세) | 귀천상혼으로 계승권 포기.(사생아 포함 2남 1녀)                                     |
|      | 러시아 여대공 알렉산드라 파블로브나 | 1783년 8월 9일   | 1801년 3월 16일 (17세) | 오스트리아의 요제프 대공과 결혼, 슬하 1녀(요절)                                    |
|      | 엘레나 파블로브나 여대공            | 1784년 12월 24일 | 1803년 9월 24일 (18세) | 메클렌부르크슈베린 공세자 루트비히 프리드리히와 결혼, 슬하 1남 1녀                 |
|      | 마리아 파블로브나                   | 1786년 2월 16일  | 1859년 6월 23일 (73세) | 작센바이마르아이제나흐 대공 카를 프리드리히와 결혼, 슬하 2남 2녀                   |
|      | 예카테리나 파블로브나 여대공        | 1788년 5월 21일  | 1819년 1월 9일 (30세)  | 올덴부르크의 게오르크 공작과 결혼, 슬하 2남, 사별 후 빌헬름 1세와 결혼, 슬하 2녀   |
|      | 올가 파블로브나 여대공              | 1792년 7월 22일  | 1795년 1월 26일 (2세)  | 요절                                                                               |
|      | 러시아의 안나 파블로브나            | 1795년 1월 18일  | 1865년 3월 1일 (70세)  | 네덜란드 빌럼 2세와 결혼, 슬하 4남 1녀                                             |
|      | 니콜라이 1세                        | 1796년 7월 6일   | 1855년 3월 2일 (58세)  | 샤를로테 폰 프로이센 왕녀와 결혼, 슬하 4남 3녀 (요절한 딸들과 사생아 포함 5남 8녀) |
|      | 미하일 파블로비치 대공              | 1798년 2월 8일   | 1849년 9월 9일 (51세)  | 뷔르템베르크의 샤를로테 공녀와 결혼, 슬하 5녀 (사생아 포함 6녀)                    |

## 같이 보기
- 마리우폴